# موسبرگ ۵۰۰
موسبرگ ۵۰۰ (به انگلیسی: Mossberg 500) یک تفنگ ساچمه‌زنی، از نوع دست‌کش آمریکایی ساخت O.F. Mossberg & Sons است که در گیج‌های ۱۲، ۲۰ و ۰٫۴۱۰ تولید شده است.